# وارونگی (هواشناسی)

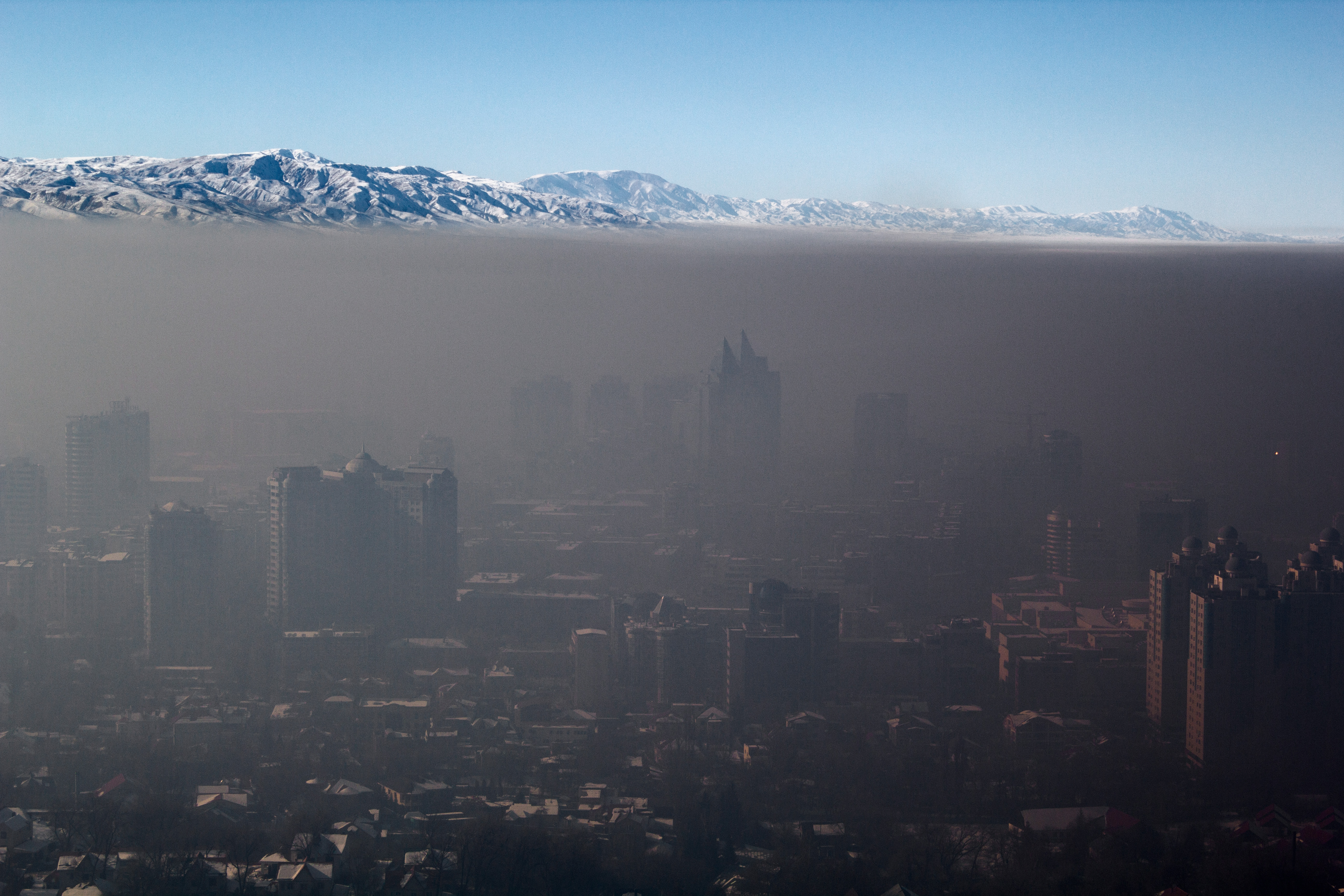
مه دود به دام افتاده توسط وارونگی دما در شهر آلماتی، قزاقستان

وارونگی دما (همچنین وارونگی گرمایی یا اینورژن) به پدیده‌ای گفته می‌شود که در آن برخلاف حالت طبیعی با افزایش ارتفاع، دما نیز زیاد می‌شود و در این شرایط درجه حرارت پائین جو کمتر از طبقه فوقانی می‌باشد. وارونگی دما معمولاً باعث به دام افتادن آلودگی هوا در ارتفاع نزدیک زمین می‌شود. یا به توصیفی دیگر در حالت عادی در لایه اولیه جو یعنی همان تروپوسفر با افزایش ارتفاع از سطح زمین دمای هوا کاهش می‌یابد از این رو در شرایط عادی هوای مجاور سطح زمین گرمتر و سبک‌تر از لایه‌های بالایی است و به راحتی می‌تواند به سمت بالا صعود کند اما در ماه‌های سرد سال وضعیت برعکس می‌شود ساکن است لایه هوای گرمی در بالای آن قرار می‌گیرد در چنین شرایطی حرکت صعودی و جابجایی هوا صورت نمی‌گیرد و موجب افزایش آلودگی می‌شود که به این حالت هوا وارونگی دما می‌گویند. 

## عوامل ایجاد وارونگی دما

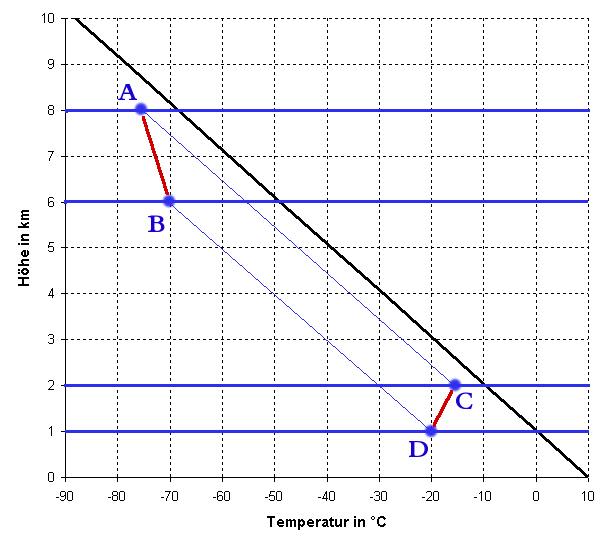
نمودار ارتفاع-دما در شرایط اتمسفریک عادی (منحنی سیاه). وقتی لایه ۶–۸ کیلومتری به صورت آدیاباتیک پایین می‌آید (منحنی A-B)، در فاصله ۱ تا ۲ کیلومتری زمین وارونگی دما اتفاق می‌افتد. (منحنی C-D)

عوامل زیر موجب می‌شود که هنگام شب تشعشع (از زمین) شدید شده و سطح زمین به سرعت حرارت خود را از دست دهد و خیلی زود سرد شود و وارونگی دما پدید آید.
- وجود هوای سرد و خشک که باعث جذب تشعشع جزئی حرارت زمین می‌گردد.
- آسمان صاف و بدون ابر که عمل تشعشع را سرعت می‌بخشد.
- هوای آرام و بدون باد که باعث عدم تداخل هوای سرد و گرم شود.

## در شهرهای گوناگون

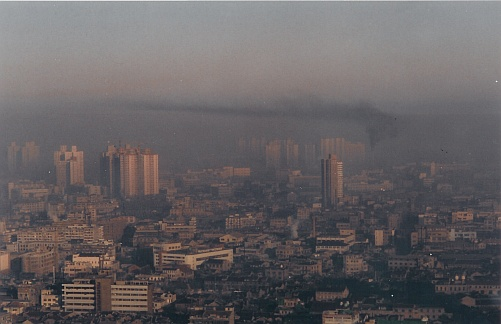
نمایی از شهر شانگهای در زمستان، که پس از وارونگی دما دچار آلودگی شدید هوا شده‌است.

طبق آماری که در طول ۵ سال از ایستگاه مهرآباد تهران گرفته شده‌است، بیشترین میزان ارتفاع وارونگی دما در فصل پاییز ۴۱۹ متر، در فصل زمستان ۴۰۴ متر، در بهار ۳۵۴ متر و در تابستان ۳۸۴ متر بوده‌است. همچنین میانگین مدت زمان وارونگی دما ۲۳۹ روز بوده‌است که در بهار، ۵۷ روز، در تابستان ۶۱/۲ روز، در پاییز ۵۸ روز و در زمستان ۶۱/۲ روز بوده‌است.
هوای شهر مشهد بیش از ۲۷۰ روز در سال در حالت وارونگی قرار دارد.